# Renato Balduzzi
Renato Balduzzi (Voghera, 12 februari 1955) was tussen 2011 en 2013 Italiaanse Minister van Arbeid, Volksgezondheid en Sociale Zaken in het Kabinet-Monti.
Voordat hij minister werd, was hij voltijds professor in de rechten. Hij gaf les aan de universiteiten van Piëmont, Genua, Turijn en verschillende andere.
Hij is getrouwd en heeft drie kinderen.